# Mikhaïl Bogatyrev
Pour les articles homonymes, voir Bogatyrev.
Mikhaïl Bogatyrev (1924-1999) est un peintre soviétique né à Neskoutchaï (ru) près de Tver.
Il fut un spécialiste des paysages sauvages russes (style néo-impressionniste) et des portraits caractéristiques : paysans, responsables politiques, ethniques, acteurs...
Il sut aussi se faire apprécier comme peintre figuratif officiel.